# Anasztaszija Nyikolajevna Romanova orosz nagyhercegnő
Anasztaszija Nyikolajevna Romanova (oroszul: Великая Княжна Анастасия Николаевна Романова, Velikaja Knyazsna Anasztaszija Nyikolajevna Romanova; Peterhof (ma Szentpétervár) része, Orosz Birodalom, 1901. június 18. – Jekatyerinburg, Oroszország, 1918. július 16./17.), orosz nagyhercegnő, az Orosz Birodalom utolsó uralkodójának, II. Miklós orosz cárnak és Alekszandra Fjodorovna cárnénak negyedik, egyben legfiatalabb leánya. A Romanov-ház tagja, testvérei Olga, Tatyjana és Marija orosz nagyhercegnők és az ifjú cárevics, Alekszej orosz nagyherceg voltak.
Anasztasziját családjával együtt az orosz polgárháború idején, 1918. július 16-án 17-re virradóan Jekatyerinburgban kivégezték. Számos pletyka maradt fent az ő, vagy nővére, Marija esetleges életben maradásáról és megmeneküléséről. 2007-ben állítólag megkerült az összes csontváz az uralkodói családból, ám ezt sokan nem hiszik, és a kormány hazugságának tartják. Az 1930-as években számos, magát Anasztáziának mondó csaló jelent meg, közülük is a leghíresebb Anna Anderson volt, akire életében sosem tudták rábizonyítani, hogy nem ő Anasztaszija Romanova orosz nagyhercegnő, ám 1984-ben halálát követően DNS-mintát vettek tőle, ami egyértelműen kimutatta, hogy nem a Romanov-ház tagja. A számos ál-Anasztázia ellenére az emberek még ma is hisznek az életben maradásában, és a számos mítoszban, amelyek megmenekülése körül keringenek.
Az ortodox egyház 1981-ben szent mártírokká nyilvánította őt és családját, 1998-ban a megtalált csontjaikat újratemették Szentpétervárott, 2000-ben pedig szentté avatták a Romanovokat. Állítólagos maradványaik a Pétervári Péter-Pál-székesegyházban nyugszanak.

## Családja
Anasztaszija apja, II. Miklós (oroszul Nyikolaj) alapjában véve rendes, becsületes ember volt – azonban ez nem volt elég egy reformokra szoruló birodalom irányítására. A cár – annak ellenére, hogy kedves, közvetlen ember volt – nem örvendett nagy népszerűségnek, elsősorban azért, mert mindenképpen meg akarta őrizni egyeduralmát, és nem akart alkotmányos monarchiát Oroszországban. Másrészt a cár német nőt vett feleségül, ami nem tetszett a köztudottan németellenes oroszoknak. Harmadszor Miklós utálta az udvari etikettet (akárcsak a felesége), és szinte menekült Szentpétervárról, ami ugyancsak ellenszenvet váltott ki az ország nemességéből. Anasztaszija legidősebb nővéréhez hasonlóan szintén közelebb állt az édesapjához, mint az édesanyjához. Ez azzal magyarázható, hogy a nagyhercegnő inkább a cárra hasonlított.

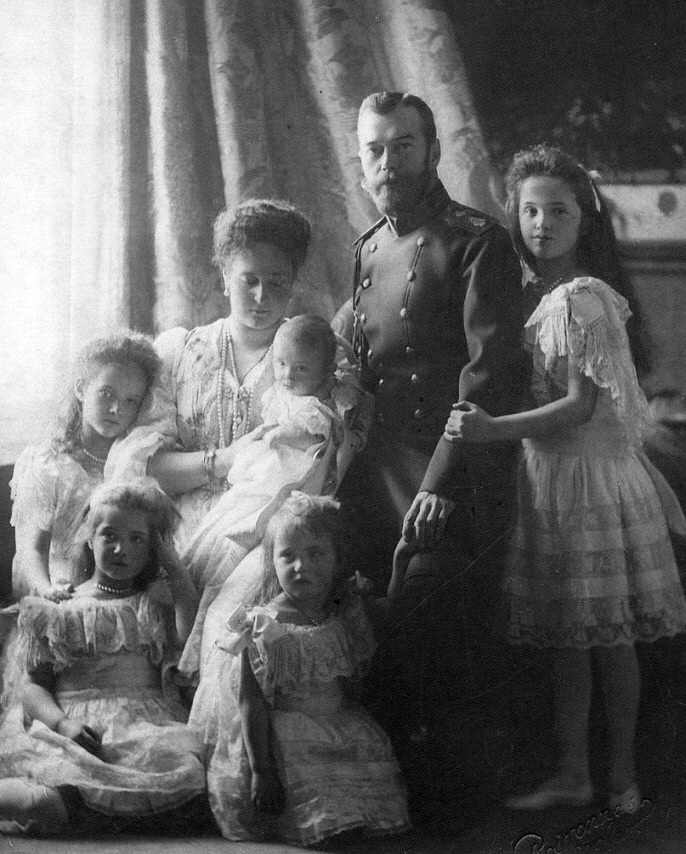
A cári család 1904-ben (balról jobbra: Tatyjana, Marija, Alekszandra, Alekszej, Anasztaszija, II. Miklós, Olga)

Alekszandra cárné Alix hessen-darmstadti hercegnőként látta meg a napvilágot. Édesanyja Viktória brit királynő lánya volt, maga Alix pedig a királynő kedvenc unokája. Alix Oroszországban az Alekszandra Fjodorovna nevet kapta, valószínűleg azért, mert ez hasonlított leginkább az „Alix”-ra. A cárné nagyon félénk, visszahúzódó asszony volt.

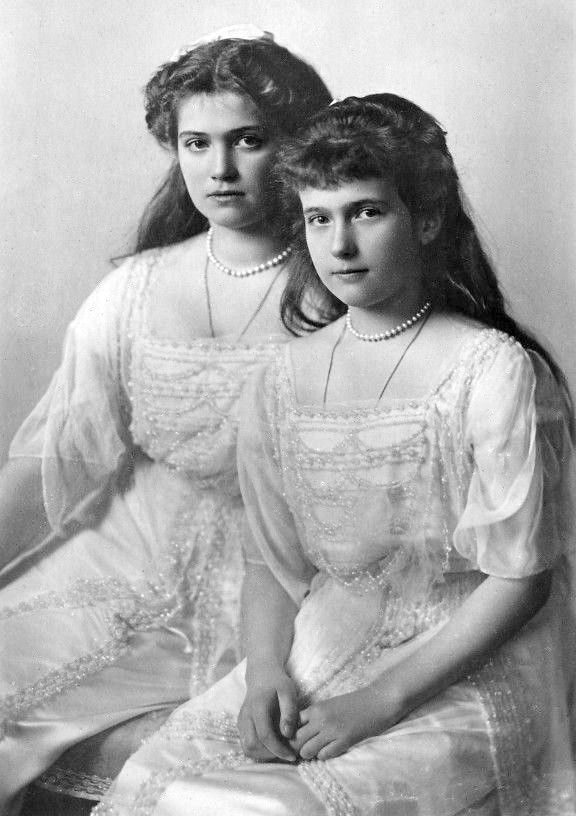
Marija és Anasztaszija 1914-ben, hivatalos fényképen

Marija Fjodorovna özvegy cárné Anasztaszija apai nagyanyja volt. Dagmar dán hercegnőként született, de az ortodox keresztségben a Marija Fjodorovna nevet kapta. Mimi vagy Minni (ahogy a család nevezte) zsarnok anya volt, aki meg akarta tartani befolyását Miklós cár felett. Emiatt aztán nagy csatákat vívott Alekszandra Fjodorovnával, és ha lehetett, kerülte a cári családdal való együttlétet. Ez azonban nem jelentette azt, hogy nem szerette az unokáit – egyenesen rajongott értük. Nagyon engedékeny volt velük szemben, és mindig elkényeztette őket.
Olga Anasztaszija legidősebb nővére volt. A lányok között lévő hat év korkülönbség elég nagy volt, és épp egymás ellentétei voltak. Így aztán Olga és Anasztaszija ritkán voltak együtt.
Tatyjana Anasztaszija középső nővére volt. Akárcsak Olga, Tatyjana is Anasztaszija ellentéte volt. A szigorú Tatyjanát néha idegesítette a vidám, tréfákat kieszelő Anasztaszija, emiatt aztán ők sem töltöttek sok időt egymás társaságában.
Marija Anasztaszija legfiatalabb nővére volt. A két lány rengeteget játszott együtt és nagyon közel álltak egymáshoz. Mindketten szerettek rajzolni, játszani, állatokkal foglalkozni. Marija és Anasztaszija (nővéreikhez hasonlóan) gyakran „összeöltöztek”, ők is sok hivatalos fényképen szerepelnek együtt.
Alekszej Anasztaszija öccse volt. A két gyerek imádta egymást. Rengetegszer játszottak együtt; Anasztaszija Alekszej kedvenc nővére volt. Megértették és szerették egymást, éppen ezért Anasztasziját nagyon lesújtotta öccse vérzékenysége.

## Személyisége
Anasztaszija vidám, huncut lány volt. Szeretett játszani, virágokat gyűjteni, hímezni. Nagyon jó kézügyessége volt – gyönyörűen tudott rajzolni és festeni. A családban gyakran szólították „Koboldnak”, mert folyton valamilyen tréfán törte a fejét.
„Anasztázia igazi huncut, valóságos tréfamester. Remek volt a humorérzéke, és sziporkái, csipkelődései gyakran érzékeny pontokra találtak… Hihetetlenül életteli volt, vidámsága pedig ragadós…” 
A nagyhercegnő születése „általános csalódást” váltott ki mindenkiből, ugyanis a nép fiút várt. A törvény értelmében csak fiú örökölhette a trónt, amíg az elsőszülött ág ki nem hal, így II. Miklós számára lényeges volt, hogy fia szülessen. Mikor Anasztaszija 1901 nyarán meglátta a napvilágot, még a családtagok is csalódottak voltak. „Istenem! Micsoda csalódás!… egy negyedik lány!”  – írta Kszenyija Alekszandrovna nagyhercegnő a naplójába, és Konsztantyin Konsztantyinovics nagyherceg is hasonlóan vélekedett: „Bocsáss meg nekem, Uram, ha öröm helyett csalódást érzek, de már annyira vártunk egy fiúra, és egy negyedik lány született.”
Anasztaszijának volt egy saját kutyája, amely a Jimmy névre hallgatott. Ezen kívül még rengeteg közös állata volt a cári családnak: papagájok, pónik, macskák stb.
Anasztaszija a családjával leginkább a Sándor-palotában élt, elvonulva a nyilvánosságtól. Nyaranta főleg livádiai palotájukban tartózkodtak, vagy a cári jachttal, a Standarttal szelték a vizeket. Ezenkívül sokat utaztak: főleg Finnországba, de gyakran megfordultak Moszkvában, Szentpétervárott, Lengyelországban, és természetesen meglátogatták néha Alekszandra Fjodorovna rokonait Darmstadtban.

### NAOTMAA

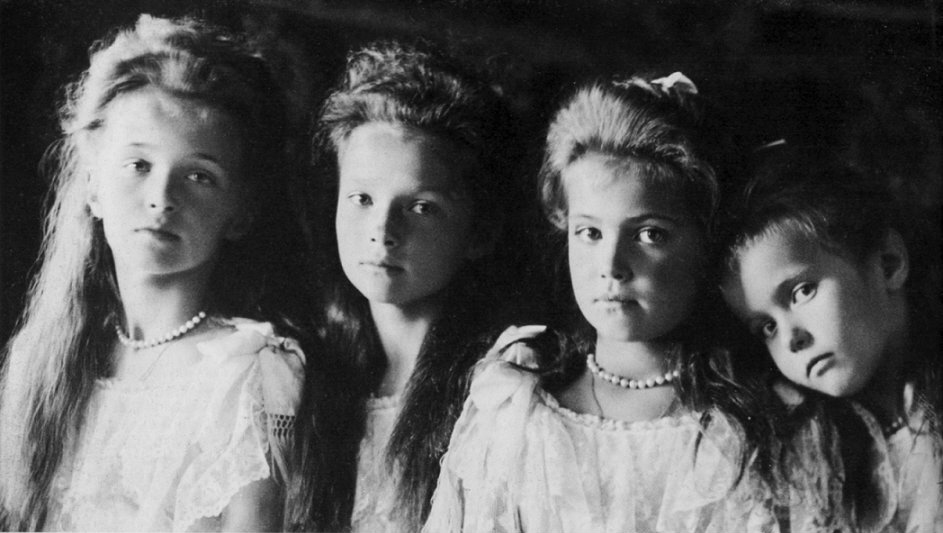
Anasztázia nagyhercegnő a testvéreivel 1906-ban (balról jobbra: Olga, Tatyjana, Marija, Anasztaszija

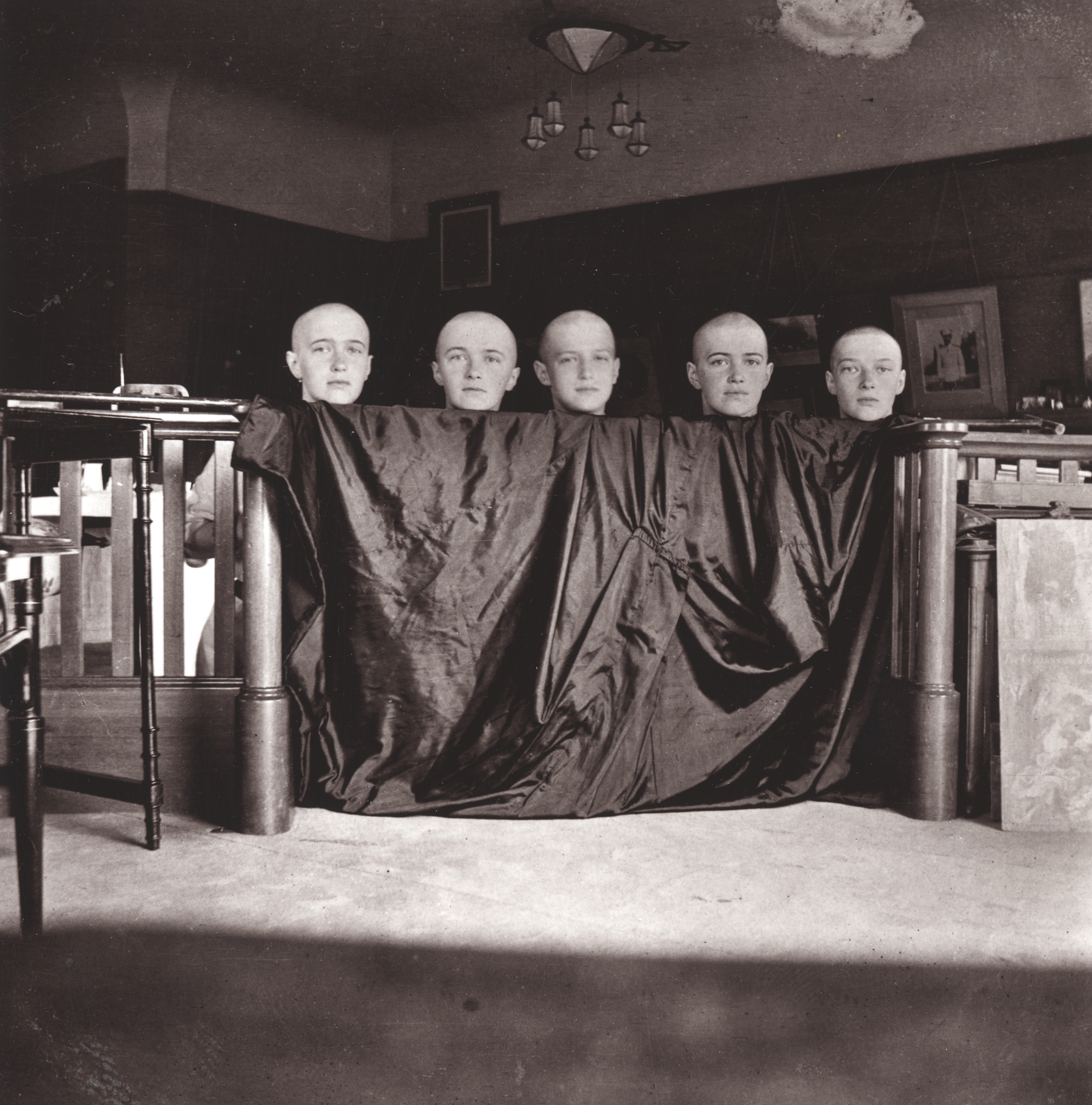
Anasztázia nagyhercegnő a testvéreivel kanyaróból kigyógyulva, 1917-ben (balról jobbra: Anasztaszija, Olga, Alekszej cárevics, Marija, Tatyjana

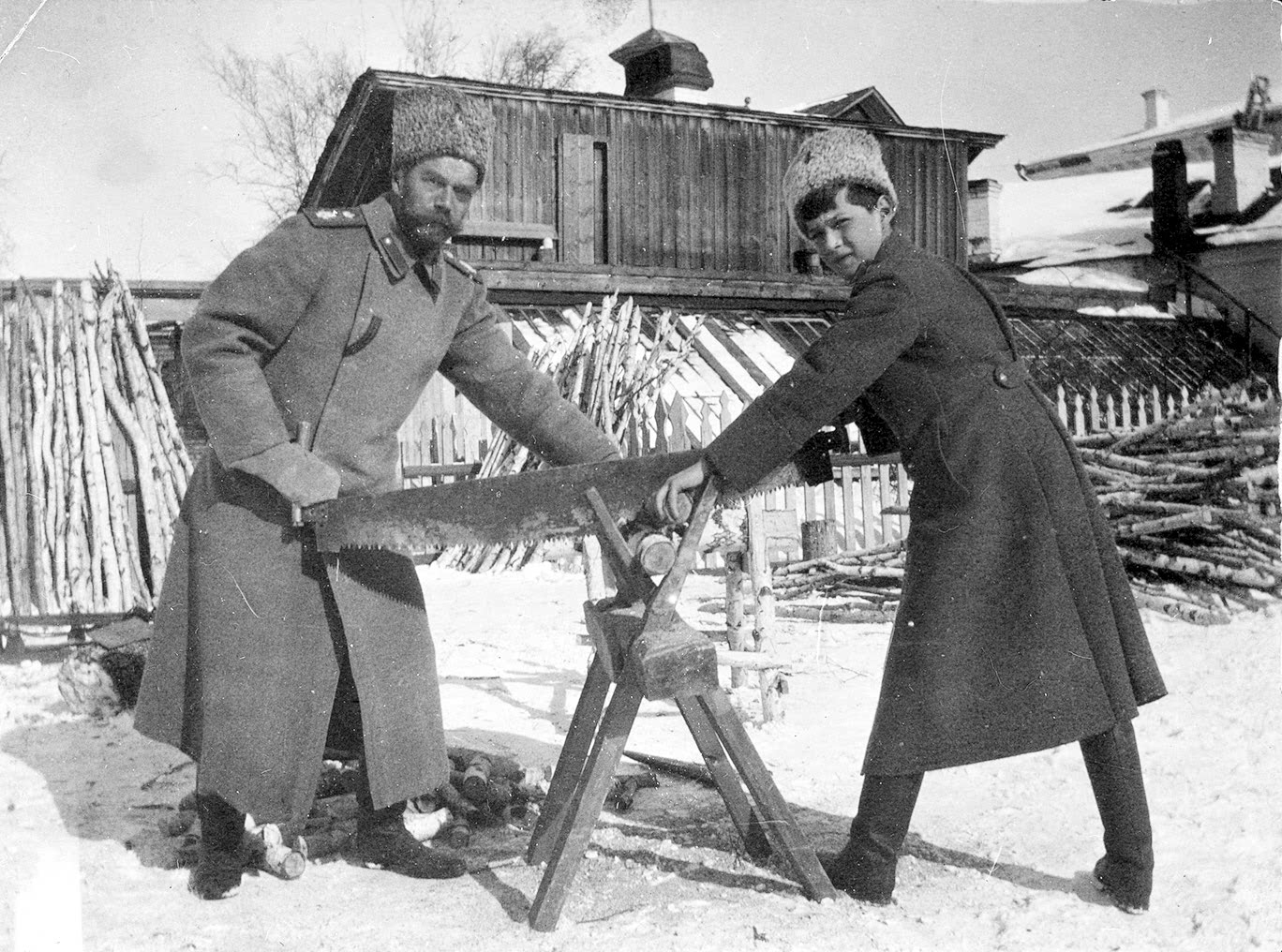
A cár és cárevics fűrészelés közben, Tobolszk, 1917

Anasztasziján kívül három leánygyermeke volt a cári párnak: az 1895-ben érkezett Olga, az 1897-ben világra jött Tatyjana és az 1899-ben született Marija. A négy lány nevének kezdőbetűjéből az „OTMA” jött ki, és a nagyhercegnők gyakran csak így írták alá a neveiket. Olga és Tatyjana alkotta a „Nagy Párt”, Marija és Anasztaszija pedig a „Kis Párt”. A lányok – annak ellenére, hogy nagyon különböztek egymástól – szinte minden idejüket együtt töltötték. A családhoz közel állók egyike írta erről: „Keresve sem lehetne négy jobban különböző nővért találni, és mégis annyira tökéletesen összefogja őket a szeretet, ami nem zárja ki a személyi függetlenséget, hogy még a jelentősen eltérő temperamentumuk ellenére is a legegységesebb családot alkotják…” 
Az OTMA szóhoz jött még a szülők és Alekszej cárevics nevének kezdőbetűi, és így a család egyszerűen csak „NAOTMAA” volt.
Anasztaszija hivatalos címe oroszul „Velikaja Knyazsna” (Великая Княжна), ami magyarul a „nagyhercegnőnek” felel meg. Így Anasztasziját hivatalosan Ő Cári Fenségnek kellett szólítani, és rangban (elvileg) fölötte állt a „Királyi Fenségeknek”. Családja és barátai azonban „Anasztaszija Nyikolajevnának” hívták, vagy a becenevein szólították (Natasa, Ana, Nasztya).
Anasztaszija (akárcsak a nővérei) egy ezred – a Kaszpi Gyalogság – tulajdonosa lett, de már a háború alatt kapta a regimentjét, ezért fénykép nem maradt róla (vagy ha maradt is, nem tudunk róla).

## Grigorij Raszputyin
Az angol királyi családban gyakran megjelent a hemofília (vérzékenység). Az orosz uralkodócsalád már Alekszandra Fjodorovna cárné előtt is szoros rokoni kapcsolatban állt az angol királyi családdal, de Alix-szal kiváltképp. Alekszej nagyhercegen a vérzékenység nem sokkal a születése után megmutatkozott, így a trónutódlás veszélybe került. A cári család megpróbálta titokban tartani a trónörökös betegségét, de – bár nem tudták, hogy milyen betegségről van szó – mindenki sejtette, hogy valami nincs rendben a cáreviccsel.
Grigorij Raszputyin ügyes szélhámos volt, aki egyházi személynek, vándorló szerzetesnek adta ki magát. Azt állította magáról, hogy segíteni tud a cárevics betegségén. A cári család – elsősorban a kétségbeesett cárina – hitt neki és a bizalmába fogadta. Anasztaszija talán még jobban hitt Raszputyin „csodatevő képességeiben”, mint a többi családtag. A nagyhercegnő nagyon szerette a cárevicset és amikor látta, hogy öccse fájdalmai enyhülnek Raszputyin hatására, „Grigorij Atya” minden szavát elhitte. A nép viszont gyűlölte Raszputyint, közönséges szemfényvesztőnek tartották. (Bár gyakran valóban tudta enyhíteni a cárevics fájdalmait.) Az oroszok hite egy idő után megrendült a „cár atyuskában” és a „cárné anyácskában”.
Raszputyint 1916-ban Péterváron orosz arisztokraták meggyilkolták – egyesek szerint azért, mert azt várták, ettől úgy megrendül a cári család, hogy a cár lemond; mások szerint azért, mert az angolok veszélyt láttak Raszputyinban, aki arra akarta rávenni a cárt, hogy kössön békét Németországgal. Raszputyin meggyilkolása viszont – bár kétségtelenül megrendítette a családot – nem bírta lemondásra a cárt.

## Az első világháború

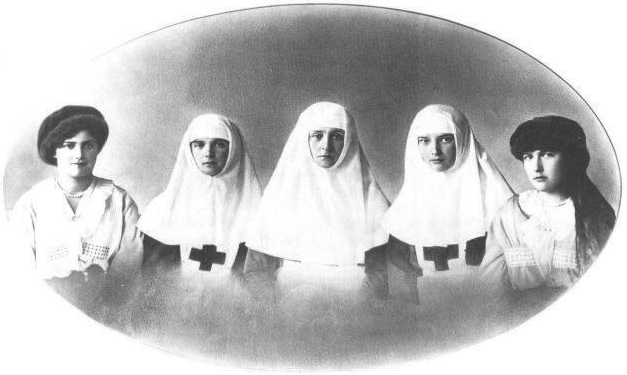
A cárné és a nagyhercegnők a Vöröskereszt szolgálatában

Oroszország belépett a világháborúba. A súlyos veszteségek, a szenvedés és nélkülözések nyomán az emberek tiltakoztak a háború ellen, ellenszenvük a német származású cárné ellen egyre fokozódott. Maga Alekszandra cárné a két nagyobb leányával beállt kórházi ápolónőnek, nap mint nap sebesült katonákat ápolt. Marija és Anasztaszija még túl fiatal volt ahhoz, hogy beálljanak ápolónőnek, így ők csak meglátogatták néha a sebesült katonákat, és úgy tartották őket számon, mint „a kórházak patrónáit”. Anasztaszija és Marija kezdeményezésére hoztak létre egy kórházat Carszkoje Szelo mellett. A két kisebb nagyhercegnő rendszeresen meglátogatta a katonákat, és apróbb szívességeket tettek nekik: leveleket írtak, felolvastak, beszélgettek velük.
Noha Anasztaszija egy ezred tulajdonosa volt, ő maga természetesen nem ment harcolni a frontra. Egy idő után azonban az emberek annyira ellenségesek lettek a nagyhercegnőkkel és a cárnéval szemben, hogy kiléptek az ápolónői szolgálatból. Ezután Anasztaszija a nővéreivel a szegényebb vidékeket járta, hogy az árva gyerekeken segíthessen ruhákkal.

## Fogsága és halála
A február 23-i polgári forradalom után a cári család házi őrizetbe került Carszkoje Szelóban. Később a nép ellenségeskedése miatt továbbszállították őket Tobolszkba, majd innét a fehér (royalista) csapatok közeledése miatt az Urál-hegységben lévő Jekatyerinburgba. Itt egy mérnök birtokán, az Ipatyjev-házban szállásolták el őket. Sok olyan legenda keringett, miszerint Mariját szoros kapcsolat fűzte az egyik őrhöz, és így a lányok el tudtak szökni délre. Július 16-án éjjel Jakov Jurovszkij, a foglyokat őrző osztag parancsnoka leparancsolta a családot a pincébe azzal az ürüggyel, hogy fényképet akarnak készíteni róluk. Itt felolvasták nekik a halálos ítéletüket, majd fénykép helyett sortüzet lőttek a családra, orvosukra és arra a néhány cselédre, akik hűségesen velük maradtak a fogságban is. A lövések után a puskapor füstje miatt kinyitották az ablakokat, de a négy lány közül három sikoltozva felült: a fűzőjükbe varrt családi ékszerekről visszapattantak a golyók. Mivel az ablakok nyitva voltak, a katonák nem mertek rájuk lőni, nehogy felverjék a várost, ezért őket puskatussal verték agyon.
 A családot ezután becsomagolták a saját ágyneműjükbe, kocsira tették és kivitték őket a város melletti erdőbe. A holttesteket savval leöntötték, majd elásták, illetve elégették.

## Legendája és szentté avatása
A szovjet diktatúra által elnyomott oroszok hinni kezdtek abban, hogy a Romanovok nem is haltak meg azon az éjszakán, hanem külföldön élnek valahol álnév alatt. Számos olyan ember bukkant fel a 30-as években, akik azt állították magukról, hogy a cári család tagjai. A leghíresebb közülük Anna Anderson, aki azt mondta, ő Anasztaszija. Anna Andersont rengeteg testi adottsága is segítette ebben. A lábán lévő deformáció a családból csak Anasztaszijára illett, aki így született, valamint a füle is olyan volt, mint a nagyhercegnőé. Ami azonban a legmeglepőbb, hogy fájdalmas és kimerítő részletességgel számolt be a család dolgairól. A rég elkendőzött családi titkokat is kifecsegte, ami miatt sok ellenséget szerzett magának. Később kiderült, hogy a Romanovok DNS-e nem egyezik meg Anna Anderson DNS-ével, akit végül azonosítottak egy lengyel parasztlánnyal, Franciszka Szanckowskával.
Jekatyerinburgban a '90-es években öt csontvázat találtak, amikről feltételezték, hogy a cári család tagjaié. Viszont két test hiányzott, és ez számos találgatásnak adott okot. 2007 augusztusának közepén viszont megtalálták a maradék két test maradványait, így bizonyítva látszik, hogy azon az éjszakán mindenki meghalt. Az ortodox egyház és számos tudós, valamint az oroszok egy része azonban nem hiszik, hogy a meglelt csontok az utolsó cár családjáé.
1981-ben a külföldi orosz ortodox egyházak szent mártírokká nyilvánították II. Miklóst és Alekszandrát, gyermekeikkel együtt. 1998. július 17-én, nyolcvan évvel a cári család lemészárlása után a nekik tulajdonított csontokat újratemették a szentpétervári Péter-Pál-székesegyházban. 2000-ben pedig az orosz ortodox egyház szentté avatta az utolsó cári családot.
2005-ben a Romanov család nevében a Spanyolországban élő Marija Vlagyimirovna nagyhercegnő kérvényt nyújtott be, hogy rehabilitálják a cárt és családját, a kérvényt azonban 2007-ben elutasították. 2008-ban az ügy új fordulatot vett; az orosz legfelsőbb bíróság II. Miklóst és családját jogtiprás áldozatának ismerte el és rehabilitálta.

## Filmen
A legendákból Anasztázia címmel 1997-ben egész estés amerikai rajzfilm készült.